# Ricchi x sempre
Ricchi x sempre è un singolo del rapper italiano Sfera Ebbasta, pubblicato il 13 luglio 2018 come quarto estratto dal secondo album in studio Rockstar.

## Classifiche
| Classifica (2018) | Posizione massima |
| ----------------- | ----------------- |
| Italia            | 4                 |